# Peter Weidinger
Peter Weidinger (* 21. November 1977 in Villach, Kärnten) ist ein österreichischer Politiker der ÖVP. Er war von 2007 bis 2017 Stadtrat in Villach. Von November 2017 bis Oktober 2019 war er Abgeordneter zum Nationalrat, vom 9. Jänner 2020 bis zum 23. Oktober 2024 war er erneut Nationalratsabgeordneter.

## Berufliche und politische Laufbahn
Peter Weidinger trat 1995 der JVP bei und war von 1999 bis 2003 Kärntner JVP-Landesobmann. Während seines Studiums absolvierte er Praktika in der Villacher Brauerei (1997/1998), bei Infineon (1999/2000) und am Österreichischen Kulturforum in Washington DC (2005).
2003 und 2004 war Weidinger beim Kärntner Wirtschaftsbund tätig und engagierte sich 2005 – zuständig für die Freiwilligenbetreuung – beim Wiener ÖVP Landtagswahlkampf. 2006 wechselte er zur ÖVP Niederösterreich. 2007 übernahm Peter Weidinger die ÖVP Villach als Stadtparteiobmann und wurde Stadtsenatsmitglied. Sein Stadtrat-Ressort umfasste die Bereiche Tourismus, Verkehrsplanung, Gewerbe und Veranstaltungen, Straßenrecht und Marktwesen sowie Lebensmittel- und Veterinärpolizei. Seit 2017 ist er Mitglied des Villacher Gemeinderates.
Peter Weidinger ist Mitglied des Ökosozialen Forums Kärnten. Als Obmann der International Summer University Carinthia ist er Mitglied der Plattform Zivilgesellschaft Kärnten. Und er ist Mitglied der Kärntner Landsmannschaft.
Nach der Nationalratswahl 2019 schied er aus dem Nationalrat aus. Seit dem 9. Jänner 2020 ist er wieder Abgeordneter zum Nationalrat. Er rückte für Elisabeth Köstinger nach, die Ministerin in der Bundesregierung Kurz II wurde.
Im Jänner 2021 wurde Weidinger durch den Medienwissenschafter Stefan Weber vorgeworfen, dass in seiner Diplomarbeit 30 Plagiats-Passagen zu finden sind. Diese wurde unter dem Titel: „Die Kanadische Kompetenzverteilung und ihre mögliche Bedeutung für die föderalistische Debatte innerhalb der EU“ an der Universität Graz im Jahre 2003 verfasst. Auf die Anschuldigungen hin gab Weidinger an, seinen Magistertitel (Magister juris) nicht mehr verwenden zu wollen und stellte seine politische Funktion als Villacher Stadtparteiobmann ruhend. Die Universität Graz stellte das Verfahren im Juli 2021 ein, nachdem mehrere externe Gutachter die Vorwürfe nicht bestätigt hatten.

## Privates
Peter Weidinger wuchs in Villach auf und besuchte das BG/BRG St. Martin und das Borg Klagenfurt. Danach studierte er Rechtswissenschaften an der Karl-Franzens-Universität in Graz. Nach Studienaufenthalten in London und Florenz vertiefte er sein Englisch an der Universität Pittsburgh im US-Bundesstaat Pennsylvania. Seit 2014 ist Weidinger mit seiner Frau Evelyn verheiratet.